# Перські євреї
Перські євреї — (івр. יהודים פרסים‎, перс. یهودیان ایرانی‎) етнолінгвістична група євреїв. Термін «перські євреї» вживається для позначення більшої частини єврейської громади Ірану, що спілкується єврейсько-іранськими мовами.

## Термінологія
Термін «перські євреї» часто вживається також щодо афганських та бухарських євреїв, оскільки до початку XVI століття євреї Ірану, Середньої Азії й Афганістану були фактично єдиною громадою. Розпад тієї великої громади на початку XVI століття на громаду іранських євреїв та громаду євреїв Середньої Азії й Афганістану з поділом останньої в другій половині XVIII століття на окремі громади афганських і бухарських євреїв пов'язаний з низкою політичних подій, що послабили контакти між євреями, які проживали у відповідних регіонах.

## Історія

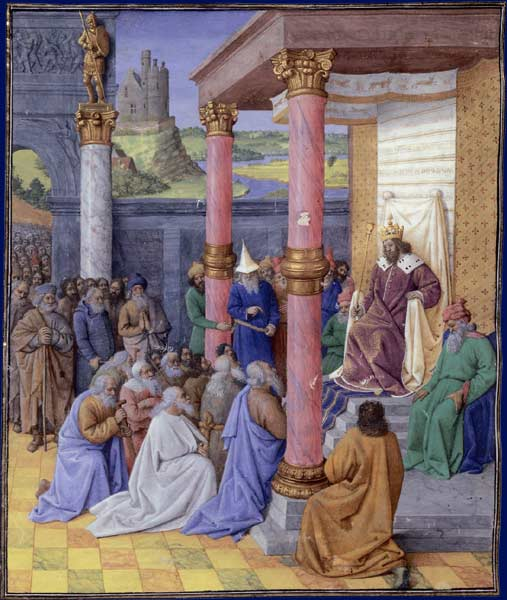
Кир Великий надає єврейським вигнанцям дозвіл повернутися на батьківщину та відбудувати Єрусалим

У середньовіччі письмовою мовою перських євреїв була єврейсько-перська мова. У XIX столітті відбувся перехід літературної творчості бухарських євреїв на єврейсько-таджицьку мову.
Нині більшість перських євреїв зосереджена в Ізраїлі та США. За різними оцінками 30-40 тисяч євреїв все ще залишаються в Ірані, в основному в Тегерані, Ісфахані й Ширазі. До початку виїзду до Ізраїлю єврейські громади були представлені в багатьох інших містах Ірану, зокрема, у Кермані, Хамадані, Мешхеді, Кашані, Боруджерді, Нехавенді тощо. Нині єврейська громада Ірану є найбільшою в мусульманських країнах.